# Luise Beccard-Blensdorf
Luise Beccard-Blensdorf (* 2. April 1881 in Eiserfeld bei Siegen; † 9. August 1956 in Eiserfeld) war eine Siegerländer Heimatdichterin. Ihr Gedicht Sehnsucht wurde von Carl Englert, für Gesang und Klavier vertont.

## Werke
- Aus Sturm und Stille. Neue Gedichte. Kogler, Siegen 1908. 68S.
- Gedichte. Meyer, Detmold 1909. 96S.
- Nachsommer. Gedichte. Vorländer, Siegen [1936]. VIII, 135S. [Illustr.].

## Vertonungen
- Carl Englert: Sehnsucht: op. 16. No. 1. Musik: Carl Englert. Text: Luise Beccard-Blensdorf. Nürnberg: Meistersinger-Verlag 1916.